# Kristian Trapp

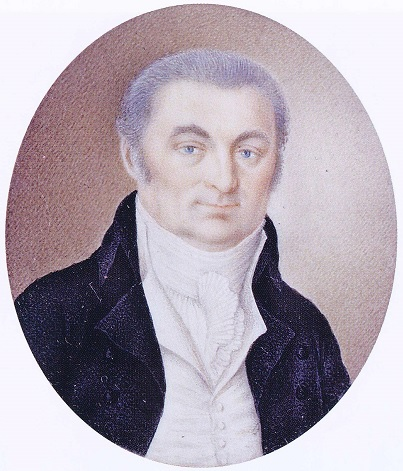
Kristian Trapp

Kristian Trapp, född 27 augusti 1769 i Åbo, död där 18 maj 1841, var en finländsk köpman. 
Trapp, som tillhörde en gammal från Tyskland inflyttad köpmanssläkt, var verksam i Åbo. Han tillhörde stadens äldste och representerade 1809 Åbo vid Borgå lantdag, där han utsågs till borgarståndets talman. Han tilldelades kommerseråds titel samma år. Han var efter Åbo brand 1827 ordförande i stadens återuppbyggnadskommitté. Det så kallade Trappska huset, uppfört 1832–1833 enligt ritningar av Charles Bassi, är numera Åbo Akademis huvudbyggnad.
Två av Trapps söner kom att inta betydande positioner i kejsartidens Finland: Carl Wilhelm Trapp och Robert Trapp.